# 斉木みか
斉木 みか（さいき みか、1986年10月2日 - ）は日本のタレントである。所属事務所はオーケープロダクション。

## 出演

### テレビ
バラエティ
- 『ぷっ』すま（テレビ朝日、2007年）
- オビラジ美女図鑑（TBS、2008年）
- 祝IWGP王者 中西学 記者会見（サムライTV、2009年）MC
- クメピポ! 絶対あいたい1001人（毎日放送、2009年）
- お笑い芸人どっきり王座決定戦スペシャル（フジテレビ、2009年）フォーリンラブのハジメの彼女役
- スパイスTV どーも☆キニナル!（フジテレビ、2009年）
- Take Me Out（TBS、2010年）
- キングオブファミレストーク（CSフジテレビONE、2010年）

レギュラー
- メルヘンプロダクションシーズン2（奈良テレビ、2008年- ） MC
- まりか&ゆみこの真王伝説 （テレビ埼玉、2010年 - ）

舞台
- 愛と笑いと音楽のショー 舞台 PUNCH LINE

その他
- 韓服コッシンモデル（2007年）
- 日刊ゲンダイ @失礼します （2008年）
- 八文字学園専門学校パンフレットモデル（2009年）
- 特技の韓国語を活かし 4minute,Brown Eyed Girls,2PM等の通訳も行う